# رويال ر. إينغيرسول
رويال ر. إينغيرسول (بالإنجليزية: Royal R. Ingersoll)‏ هو ضابط أمريكي، ولد في 4 ديسمبر 1847 في نيلز في الولايات المتحدة، وتوفي في 21 أبريل 1931.